# فرودگاه بیورتن
فرودگاه بیورتن (به انگلیسی: Beaverton Aerodrome) یک فرودگاه خصوصی است که یک باند فرود چمن دارد و طول باند آن ۷۵۶ متر است. این فرودگاه در کشور کانادا قرار دارد و در ارتفاع ۲۵۰ متری از سطح دریا واقع شده‌است.